# Slovenia International 2013
Die Slovenia International 2013 im Badminton fanden vom 9. bis zum 12. Mai 2013 in Medvode in der Sport Hall Medvode in der Ostrovrharjeva 4 statt.

## Sieger und Platzierte
| Disziplin    | Gold                                 | Silber                                 | Bronze                                  |
| ------------ | ------------------------------------ | -------------------------------------- | --------------------------------------- |
| Herreneinzel | Misbun Ramdan Mohmed Misbun          | Lucas Corvée                           | Thomas Rouxel                           |
| Herreneinzel | Misbun Ramdan Mohmed Misbun          | Lucas Corvée                           | Lucas Claerbout                         |
| Dameneinzel  | Mariya Ulitina                       | Lene Clausen                           | Victoria Slobodjanuk                    |
| Dameneinzel  | Mariya Ulitina                       | Lene Clausen                           | Olga Golovanova                         |
| Herrendoppel | Nikita Khakimov Vasily Kuznetsov     | Chris Coles Matthew Nottingham         | Johannes Pistorius Marvin Seidel        |
| Herrendoppel | Nikita Khakimov Vasily Kuznetsov     | Chris Coles Matthew Nottingham         | Gary Fox Ben Stawski                    |
| Damendoppel  | Alida Chen Soraya de Visch Eijbergen | Natalya Voytsekh Yelyzaveta Zharka     | Anastasiya Dmytryshyn Darya Samarchants |
| Damendoppel  | Alida Chen Soraya de Visch Eijbergen | Natalya Voytsekh Yelyzaveta Zharka     | Olga Golovanova Daria Zykova            |
| Mixed        | Zvonimir Đurkinjak Staša Poznanović  | Jones Ralfy Jansen Cisita Joity Jansen | Matthew Nottingham Emily Westwood       |
| Mixed        | Zvonimir Đurkinjak Staša Poznanović  | Jones Ralfy Jansen Cisita Joity Jansen | Đỗ Tuấn Đức Lê Thu Huyền                |